# 摵仔麵
摵仔麵即是俗稱之黃湯麵、黃乾麵或是拌麵總稱，臺灣當地另一稱「擔仔麵」。由於讀音相近，常被誤作「切仔麵」，北台灣後已習稱「切仔麵」。摵仔麵為台灣小吃麵類最基本原形，變化無窮，任君挑選食用；臺南擔仔麵即是出自於摵仔麵之聞名海鮮麵。在臺灣歷史上，摵仔麵和台南擔仔麵相當，並列台灣兩大名麵。
相傳新北市摵仔麵有一源頭出自台北縣蘆州鄉（今新北市蘆洲區），二戰後由周烏豬的門徒楊萬寶加以發揚光大。當時蘆州有「和尚洲」之稱，故又名「和尚洲摵仔麵」。
河上洲文史工作室執行長楊蓮福述：
台灣光復前，蘆洲人周烏豬在湧蓮寺廟口前賣摵仔麵，不過因二次世界大戰爆發，經濟蕭條，摵仔麵設攤斷斷續續，直到民國卅五年（西元1946年），蘆洲人楊萬寶戰後剛從南洋當兵回來，由於他光復前就曾向周烏豬學過煮摵仔麵的技藝，就在湧蓮寺廟口設攤賣摵仔麵。楊萬寶煮的摵仔麵，湯頭都用大骨、三層肉整塊下去熬，口感純甘，不用加味精，而摵仔麵的麵條也堅持人工製作，不加硼砂，切麵的工具也用竹編，別有一番風味，在當時就相當受歡迎。楊萬寶摵仔麵生意逐漸穩固後，就傳給徒弟阿成、阿賜，自己往五金建材業發展，不過他仍要求徒弟每日送兩碗摵仔麵給他品嚐，鑑定湯頭是否改變，由於這種堅持，使得蘆洲摵仔麵口味能始終如一。民國六十七年（1978年），湧蓮寺舊廟重建，廟口摵仔麵遷移他處，蘆洲摵仔麵略有停滯，阿成、阿賜後來將技藝傳承第三代、第四代，現今中正路、三民路、中山一路陸續出現摵仔麵店，五股、八里、大直、三重等地都有蘆洲籍人士出外設攤賣摵仔麵。現今得勝街的『添丁摵仔麵』、『阿朝摵仔麵』、『大廟口摵仔麵』及台北豬屠口摵仔麵，都和楊萬寶這一脈相傳有所關連。
蘆洲區早期舉辦「觀音文化節」活動，目的是要凸顯摵仔麵和地方的血緣關係，農曆九月十八日蘆洲大拜拜時舉行，2007年改名為「摵仔麵嘉年華」，2014年起改名為「新北市蘆洲神將文化祭」。

## 「摵仔」字義
摵仔是臺語，語意有二：一當動詞，是手提上下抖動擺動（沏）的意思，二是名詞，也是舊時煮麵工具笊籬（俗稱麵摵仔），因而得名。